# Digital audio workstation
O stație de lucru audio digitală (adesea stilizată ca DAW) este o interfață de utilizator digitală care este de obicei utilizată pentru înregistrarea și / sau editare audio și poate consta din elemente de software și hardware. Software-ul oferă adesea mixere virtuale, filtre, linii de grafică grafice și instrumente de gestionare a fișierelor și de organizare care se găsesc de obicei în programele tipice de editare a media.

Primele stații de lucru audio digitale, care au fost introduse în mainstream la sfârșitul anilor '70, erau foarte orientate către hardware. Acest lucru se datorează lipsei puterii de procesare a computerelor, spre deosebire de astăzi, unde interfața grafică cu utilizatorul este acum centrală pentru experiența și operabilitatea DAW. În timp ce multe DAW-uri moderne sunt complet bazate pe software, altele constau în componente integrate hardware și software care lucrează împreună pentru a eficientiza editarea și producția audio.
Cele mai populare stații de lucru audio digitale de astăzi includ Pro-Tools, Ableton Live, FL Studio și Adobe Audition. Maschine este un exemplu de interfață care integrează atât software-ul proprietar, cât și elemente hardware. În schimb, un DAW open-source numit Audacity este format doar din software.